# Izraelita Siketnémák Budapesti Országos Intézete
Az Izraelita Siketnémák Budapesti Országos Intézete egy ma már eredeti funkciójában nem üzemelő budapesti intézmény a VII. kerületi Bethlen Gábor téren. Jelenleg a McDaniel College Budapest akkreditált, amerikai diplomát kínáló egyetem működik benne.

## Története
Az Izraelita Siketnémák Budapesti Országos Intézetét Fochs Antal alapította 1874-ben. Az épület 1876–1877-ben épült Freund Vilmos tervei és Kauser János kivitelezése alapján eklektikus stílusban. 
1944-ben a német megszállás idején a megszállókkal együttműködő Zsidó Tanács egyik szükségkórháza működött az épületben a Nemzetközi Vöröskereszt védelme alatt. (A másik a Wesselényi utca 44. szám alatt volt.) Ide a villalakásokból internált vagyonos családok tagjai kerültek, akiket a németek külön kezeltek és ezért nem kerültek be a budapesti gettóba, hanem a Rökk Szilárd utcai és a Kistarcsai Kiegészítő Toloncházba vitték őket. Ezekből a táborokból azután nagyszámú öreg és beteg ember került át a Bethlen téri kórházba, nagyobb összeg befizetése ellenében. 10-20 000 pengőért bárkit kórházi ápolásra szoruló betegnek nyilvánítottak. A kórház felállítása órák alatt történt, dr. Weis Adolf szegény zsidók megsegítését szolgáló szomszédos Bethlen téri raktárából szerelték fel, és 350 fekvőhelyet alakítottak ki. A kórházat dr. Fuchs Dénes, majd később dr. Biedermann János vezette. Frank György, Groszmann Ferenc és Benedek László orvosok a mostoha körülmények között végzett műtétekkel és gyógyító munkájukkal számos ember életét mentették meg. 1944. december 28-án a Bethlen téri kórházat nyilasok és SS-katonák támadták meg, az ott lévőket kifosztották és bántalmazták, majd két tucat férfit elhurcoltak és meggyilkoltak. A többiek azonban szerencsésen túlélték a holokausztot. A háború után az American Joint Distribution Committee finanszírozta Magyarországi-Zsidó Deportáltakat Gondozó Országos Bizottság (DEGOB) működött itt, majd az épület 1957-től 2000. augusztusig a Bárczi Gusztáv Gyógypedagógia Tanárképző Főiskola otthona volt. 
Ma az amerikai székhelyű McDaniel College Budapest nemzetközi gazdasági, politikatudományi és művészeti főiskola magyarországi tagozata található benne. Az épület bal oldalán található az átépítéssel kialakított Bethlen téri zsinagóga (Baumhorn Lipót és Somogyi György, 1932). A zsidó imaház eredetileg, és jelenleg is status quo zsinagóga, vagyis nem foglalt állást az ortodoxia–neológia vitában. 1985-től indult be ismét a hitélet, és folyamatosan fejlődő közössége van napjainkban is. Jelenlegi rabbija Deutsch Róbert főrabbi, aki egyúttal a magyarországi rabbikar vezetője is. Kántorai: a világhírű kántordinasztia jeles képviselője, Kálmán Tamás (tenor); és a Magyarországon jelenleg egyetlen orthodox végzettségű kántor, Schwezoff Dávid (tenor). A Zsinagóga közössége jelentős szerepet töltött be a Magyarországi Cionista Szövetség 1990-es megalakításában.

## Képtár
- Az épület egy 19. századi ábrázoláson
- Homlokzatrészlet
- Homlokzatrészlet
- Főbejárat
- Az épület bal sarkán kialakított zsinagóga
- A zsinagóga bejárata fölötti tóradísz
- A zsinagóga oldala
- Oszlopdísz
- Ablak
- Ablakzáró boltív
- Díszítés
- Sarokkialakítás

## Egyéb szakirodalom
- P. Brestyánszky Ilona: Budapest zsinagógái, Ciceró Könyvkiadó, Budapest, 1999, ISBN 963-539-251-6
- Magyar zsidó lexikon. Szerk. Ujvári Péter. Budapest: Magyar Zsidó Lexikon. 1929. Freund Vilmos
- Jelentés az Izraelita Siketnémák Orsz. Intézetének működéséről 1913-14, Budapest, 1914?
- Az Izraelita siketnémák orsz. intézetének jubileumi jelentése 40 éves fennállása alkalmából 1917. év végén. Szerk.: Tolnai J. Béla. Budapest, 1918.
- Bethlen Gábor tér 2., mierzsebetvarosunk.blog.hu, 2015. április 06.
- http://www.elib.hu/17300/17372/17372.pdf